# Place des Arts

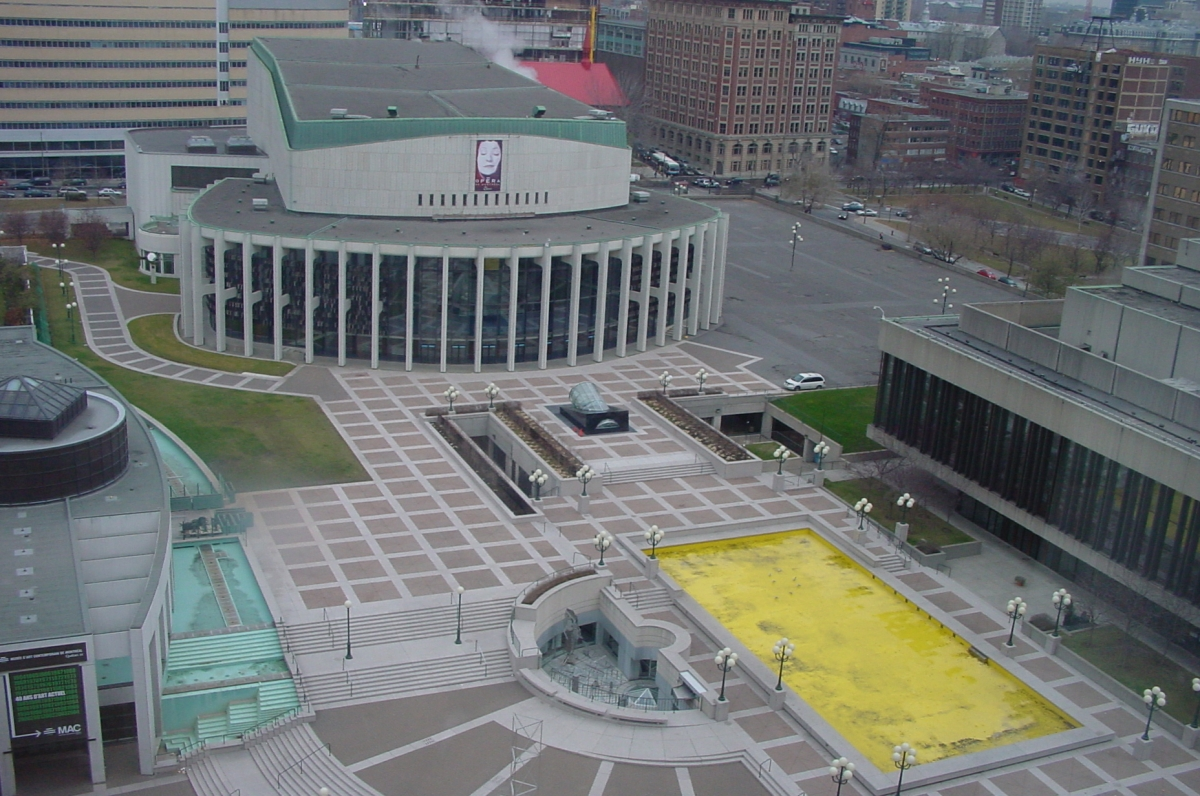
Place des Arts

Place des Arts ist ein bedeutendes Kulturzentrum in Montreal. Es befindet sich im nordöstlichen Teil des Stadtzentrums zwischen dem Boulevard De Maisonneuve und der Rue Sainte-Catherine, inmitten des Quartier des Spectacles.

## Beschreibung
Der Gebäudekomplex umfasst sechs Veranstaltungshallen mit fast 8000 Plätzen. Es sind dies die Salle Wilfrid-Pelletier (2982 Plätze), das Maison symphonique de Montréal (1900 Plätze) das Théâtre Maisonneuve (1453 Plätze), das Théâtre Jean-Duceppe (755 Plätze), die Cinquième Salle und das Studio-théâtre. Daneben gibt es auch Foyers, Übungssäle, Ateliers, Büroräume und Läden. Ebenfalls zum Komplex gehört das auf zeitgenössische Kunst spezialisierte Musée d’art contemporain de Montréal.
Die Veranstaltungshallen ermöglichen die Durchführung unterschiedlichster kultureller Darbietungen wie Oper, Konzerte, Chöre, Ballet, Theater oder Filmvorführungen. Ihren Sitz im Place des Arts haben unter anderem das Orchestre symphonique de Montréal, das Orchestre Métropolitain, die Opéra de Montréal und die Grands Ballets Canadiens. Im Sommer finden auf dem Vorplatz zahlreiche Openair-Konzerte im Rahmen des Festival International de Jazz de Montréal statt.
Place des Arts verfügt über eine Tiefgarage mit 1000 Abstellplätzen. Der Gebäudekomplex ist darüber hinaus an die Montrealer Untergrundstadt angeschlossen, mit Verbindungen zur U-Bahn-Station Place-des-Arts, zu verschiedenen Fakultäten der UQAM und zum Complexe Desjardins.

## Geschichte
Initiiert durch Bürgermeister Jean Drapeau, der als Opernliebhaber bekannt war, wurde 1955 die Corporation George-Étienne-Cartier gegründet. Ziel dieser Vereinigung war es, in Montreal ein bedeutendes Kulturzentrum von internationaler Ausstrahlung zu errichten. Die Architektengemeinschaft Affleck, Desbarats, Dimakopoulos, Lebensold, Michaud & Sise stellte das Projekt 1959 vor, die Bauarbeiten begannen zwei Jahre später. Am 21. September 1963 erfolgte die Eröffnung der ersten Bauetappe mit einem Konzert des Montrealer Sinfonieorchesters, gemeinsam dirigiert von Wilfrid Pelletier und Zubin Mehta. Das Musée d’art contemporain de Montréal kam 1992 hinzu, die bisher letzte Ergänzung war 2011 das Maison symphonique de Montréal.